# Saison 2 d'Utopia
Chronologie
Saison 1
Cet article présente le guide des épisodes de la deuxième saison de la série télévisée britannique Utopia.

## Généralités
- La saison a été diffusée du 14 juillet 2014 au 12 août 2014 sur Channel 4 au Royaume-Uni.
- En France, la saison a été acquise et diffusée par Canal+ Séries[1].

## Distribution

### Acteurs principaux
- Fiona O'Shaughnessy (VFB : France Bastoen) : Jessica Hyde/Carvel, fille de l'auteur du manuscrit Utopia, fuit l'organisation The Network depuis son enfance.
- Alexandra Roach (VFB : Élisabeth Guinand) : Becky, prépare un doctorat en médecine jusqu'au jour où son père meurt d'une maladie inconnue liée à Utopia.
- Nathan Stewart-Jarrett (VFB : Maxime Donnay): Ian Johnson, consultant en informatique.
- Adeel Akhtar (VFB : Angelo Dello Spedale) : Wilson Wilson, un geek paranoïaque, survivaliste et conspirationniste.
- Oliver Woollford (VFB : Igor Van Dessel) : Grant Leetham, un jeune garçon rebelle de onze ans dont la mère ne s'occupe pas et dont le père est absent.
- Paul Higgins (VFB : David Manet) : Michael Dugdale, un haut fonctionnaire du Département de la Santé. Il est marié à Jen.
- Neil Maskell (VFB : Lionel Bourguet): Arby / R.B. (Raisin Boy) / Pietre, homme de main de The Network et à la recherche du manuscrit et de Jessica Hyde.
- Paul Ready (VFB : Michelangelo Marchese) : Lee, l'acolyte d'Arby.
- Geraldine James (VFB : Manuela Servais) : Milner, une agent du MI5.
- Ian McDiarmid (VFB : Michel Gervais) : Anton

### Acteurs récurrents
- Alistair Petrie (VFB : Franck Dacquin) : Geoff Lawson, Chef du Département de la Santé, travaille également pour The Network.
- Stephen Rea : Conran Letts, fait partie de l'organisation Corvadt et est apparemment le chef de The Network .
- James Fox : Assistant de Conran Letts et apparemment patron de Corvadt et membre de The Network.
- Ruth Gemmell : Jen, la femme de Michael Dugdale.
- Emilia Jones (VFB : Clara Mullenaerts) : Alice Ward, une amie de Grant Leetham.
- Rose Leslie (VFB : Laetitia Liénart) : Milner jeune
- Michael Maloney : Donaldson, un scientifique qui "aide" Michael Dugdale.
- Tom Burke (VFB : Philippe Allard) : Philip Carvel/ Mark Dane.

### Acteurs secondaires
- Michael Smiley : Détective Reynolds, chargé d'enquêter sur la mort de Bejan Chervo.
- Sarah Churm : la mère de Grant Leetham

## Liste des épisodes

### Épisode 1:Au commencement
- Royaume-Uni : 14 juillet 2014 sur Channel 4

### Épisode 2:Rechute
- Royaume-Uni : 15 juillet 2014 sur Channel 4

### Épisode 3:Duo d'enfer
- Royaume-Uni : 22 juillet 2014 sur Channel 4

### Épisode 4:Heureux Élus
- Royaume-Uni : 29 juillet 2014 sur Channel 4

### Épisode 5:Amnésie partielle
- Royaume-Uni : 5 août 2014 sur Channel 4

### Épisode 6:La fin justifie les moyens
- Royaume-Uni : 12 août 2014 sur Channel 4